# موگوتون
موگوتون کوهی در ذخیره‌گاه طبیعی کوردیلرا دیپیلتو و جلاپا در مرز نیکاراگوئه و هندوراس است. قله آن ۶٬۸۴۱ فوت (۲٬۰۸۵ متر) بالاتر از سطح دریا و بلندترین نقطه در نیکاراگوئه است.